# 卡斯托夫
卡斯托夫（德語：Kastorf）是德国石勒苏益格－荷尔斯泰因州的一个市镇。总面积6.90平方公里，总人口1196人，其中男性600人，女性596人（2011年12月31日），人口密度173人/平方公里。